# Bertha Mohr
Bertha Mohr, Pseudonyme B. Milár-Gersdorff und B. Nigra (* 18. Oktober 1851 in Wien als Bertha Milár; † 27. Februar 1906 in Berlin) war eine österreichisch-deutsche Lehrerin, Schauspielerin und Schriftstellerin.

## Leben
Mohr wurde zur Lehrerin ausgebildet, widmete sich dann jedoch der Bühne und trat 1874 erstmals im Friedrich-Wilhelmstädtischen Theater in Berlin als Marie in Fortunios Lied auf. Nachdem sie am 6. Juli 1876 den Komponisten und Arzt Adolf Mohr geheiratet hatte, zog sie sich ins Privatleben zurück.
„In Stunden harter Schicksalsprüfungen“ begann sie zu schreiben, ermutigt von Emil Hartmeyer. Angeblich nach einem günstigen Urteil von Ludwig Anzengruber erschien 1891 ihr erstes Werk, der Dorfroman Hammer und Pflug. Sie schrieb zudem für mehrere Tageszeitungen.

## Werke
- Hammer und Pflug. Eine österreichische Dorfgeschichte von B. Milàr-Gersdorff. Hinstorff, Danzig / Leipzig / Wien 1891.
- Das Geheimnis von Szambo. Novelle. In vereinfachter deutscher Stenographie (System Stolze-Schrey). 1904.[6]